# Вислица (гмина)
Вислица (пол. Wiślica) — городско-сельская гмина (волость) в Польше, входит как административная единица в Буский повет, Свентокшиское воеводство. Население — 5793 человека (на 2004 год).

## Демография
| Перепись                       | Всего   | Всего | Женщины | Женщины | Мужчины | Мужчины |
| ------------------------------ | ------- | ----- | ------- | ------- | ------- | ------- |
| Единицы                        | человек | %     | человек | %       | человек | %       |
| Население                      | 5793    | 100   | 2925    | 50,5    | 2868    | 49,5    |
| Плотность населения (чел./км²) | 57,6    | 57,6  | 29,1    | 29,1    | 28,5    | 28,5    |

## Соседние гмины
1. Гмина Буско-Здруй
2. Гмина Чарноцин
3. Гмина Новы-Корчин
4. Гмина Опатовец
5. Гмина Пиньчув
6. Гмина Злота